# Каморетський заказник
Каморе́тський зака́зник — загальнозоологічний заказник загальнодержавного значення в Україні. Розташований у Менському районі Чернігівської області, неподалік від села Блистова. 
Площа 515 га. Створений у 1974 р. Підпорядкований Березнянському лісництву Чернігівського держлісгоспу. 
Заказник розташований на правому березі Десни та оточений меандрою річки. Він являє собою поєднання рівнинних ділянок з легко хвилястими, місцями горбастими елементами рельєфу центральної широкої заплави. Трапляються окремі вікові дерева. Тут представлені справжні діброви (ліщиново-конвалієві, крушиново-конвалієві, ліщиново-різнотравні), осичники (на місці вирубаних дібров), чорновільшняки та вербняки з густим підліском з верби тритичинкової, зарості якої підходять до водного дзеркала озер. 
Деревний ярус дібров формує дуб звичайний (Quercus robur) I–II бонітету заввишки 22—24 м та його співдомінанта (осика (Populus tremula), в'яз шорсткий (Ulmus glabra), липа серцелиста (Tilia cordata). Чагарниковий ярус формують такі види, як ліщина звичайна (Corylus avellana), свида кров'яна (Swida sanguined), бруслина європейська (Euonymus europaea), смородина чорна (Ribes nigrum). Серед видів трав'яного ярусу конвалія звичайна (Convallaria majalis), вербозілля звичайне (Lysimachia vulgaris), хвилівник звичайний (Aristolochia clematitis), цирцея звичайна (Circaea lutetiana) та ряд інших. 
У цілому флора заказника нараховує понад 300 видів судинних рослин. Тут трапляються 12 рідкісних видів судинних рослин, із них 6 — занесених до Червоної книги України (коручка темночервона (Epipactis atrorubens), пальчатокорінник м'ясочервоний (Dactylorhiza incarnata), гніздівка звичайна (Neottia nidusavis), сальвінія плавуча (Salvinia natans), лілія лісова (Lilium martagon), зозулині сльози яйцеподібні (Listera ovaidj) та 6 видів регіональної охорони (косарики черепитчасті (Gladiolus imbricatus), півники сибірські (Iris sibirica), синюха голуба (Polemonium caeruleum), тирлич звичайний (Gentiana pneumonanthe), голокучник дубовий (Gymnocarpium dryopteris), латаття сніжно-біле (Nymphaea Candida)). 
З угруповань, занесених до Зеленої книги України, варто відзначити ценози глечиків жовтих, латаття сніжно-білого, сальвінії плавучої.

## Фауна
Стариці створюють на території Каморетського заказника мальовничі озера. Є місцем оселення однієї з найбільших у державі колоній бобра. З тварин також мешкають сарна європейська, куниця лісова, лисиця, свиня дика, заєць сірий та інші. Орнітофауна складається з лісових та водно-болотних комплексів.

## Значення заказника
Загальнозоологічний заказник загальнодержавного значення Каморетський має наукову цінність для збереження генофонду дібров, зокрема їх залишків у заплаві Десни, та охорони заплавно-лісового, болотного і навколоводного фауністичних комплексів.